# Indicateur pâle
Indicator meliphilus
Espèce
Statut de conservation UICN

 LC  : Préoccupation mineure
L'Indicateur pâle (Indicator meliphilus) est une espèce d'oiseau de la famille des Indicatoridae.

## Liste des sous-espèces
- Indicator meliphilus angolensis Monard, 1934 — miombo
- Indicator meliphilus meliphilus (Oberholser, 1905) — Kenya et Tanzanie